# Sanji
Vinsmoke Sanji (ヴィンスモーク・サンジ, Vinsumōku Sanji, também conhecido como Sanji Perna Preta) é um personagem criado por Eiichiro Oda para o seu mangá e anime One Piece. Ele é introduzido ainda na primeira saga da história como um cozinheiro do restaurante-navio Baratie e depois passa a trabalhar para o capitão Monkey D. Luffy no seu bando dos Piratas do Chapéu de Palha. Sanji é caracterizado por ser elegante e mulherengo, mas também um grande lutador que utiliza somente seus pés e pernas para nunca comprometer suas mãos e assim afetar sua carreira como chef de cozinha. Com um passado inicialmente misterioso, é revelado mais tarde que Sanji é um príncipe do Reino Germa que deserdou sua família e abandonou seu sobrenome Vinsmoke após anos de abusos.
A introdução de Sanji é marcada por fechar a formação inicial dos Chapéus de Palha já que ele é o "último" a entrar para a tripulação na primeira saga da história. O personagem foi extremamente bem recebido a partir de sua estreia, mas criticado por volta da metade da obra quando suas tendências de cavalheirismo começaram a pender para o lado pervertido. Entretanto, as revelações de seu passado trouxeram um desenvolvimento que foi muito elogiado e lhe deram uma participação novamente marcante.

## Criação e concepção
O nome original de Sanji seria Naruto, mas isso foi alterado conforme o mangá Naruto de Masashi Kishimoto começaria sua serialização na mesma revista que One Piece, a Weekly Shōnen Jump. O ingrediente culinário naruto, entretanto, permaneceu como referência para o personagem; a espiral cor de rosa encontrada na comida serviu de inspiração para as sobrancelhas encaracoladas de Sanji. Ele seria um pistoleiro de cabelo preto e roupas temáticas de velho oeste, similar ao personagem Gill Bastar do one-shot Wanted! que Eiichiro Oda havia escrito previamente. Quando o autor chegou no design final loiro e vestindo um terno, ele ainda fez reajustes no tamanho da barbicha de Sanji. Inicialmente ela seria mais cheia porém isso foi mudado de forma que ela fosse curta no início e depois aparecesse crescida após um salto no tempo dentro da história. Muitos fãs questionavam se essa aparência foi baseada no ator Leonardo DiCaprio, mas Oda confirmou que na verdade se inspirou em Steve Buscemi no filme Cães de Aluguel. A respeito da etnia de Sanji, o autor já contou que o imagina com traços franceses caso ele existisse no mundo real.

## Características do personagem

### Aparência
Sanji costuma vestir um terno e calças pretas a todo momento, antes e depois do salto no tempo que acontece dentro da história. Alterações em sua aparência de arco em arco costumam ser a cor da camisa que ele veste por baixo. No início seu cabelo cobria o olho direito mas eventualmente o penteado mudou e agora cobre o esquerdo. Sanji é caracterizado por suas sobrancelhas em formato de espiral. Elas encaracolavam para a direita mas após suas modificações genéticas despertarem, elas se enrolaram para a esquerda assim como em seus irmãos. Quando criança ele vestia uma camiseta amarela com o número 3 para indicar que era o terceiro dos quadrigêmeos. Sanji ainda possuiu um traje de batalha Germa de cor preta com botas e luvas brancas e uma capa escura de interior vermelho. O traje também conta com máscara preta e óculos escuros, além de levantar o seu cabelo criando um topete. Em entrevista, Eiichiro Oda revelou que a cor primária de Sanji e todo seu material promocional é azul.

### Personalidade
Sanji é um homem consideravelmente reservado mas também emocionado. Ele fala muito o que pensa e comicamente tem explosões de raiva e paixão. Ele é um tremendo mulherengo e galanteador, sempre flertando com mulheres que acha atraente até quando não são humanas. Quando está na presença de uma moça ele se torna um bobo alegre que favorece os desejos dela e é rude com os homens, mas ainda sente inveja daqueles que estejam tendo mais sorte que ele romanticamente. O fascínio de Sanji por mulheres sofre uma dualidade; ao mesmo tempo que ele tem um código de cavalheirismo que o faz ver o sexo feminino como belo, digno de respeito e cuidados, ele também possui um lado pervertido e carnal que as vezes sai do controle e o leva a tomar atitudes como espiar garotas tomando banho. Acima de tudo, ele se recusa a bater em mulheres. Isso lhe foi ensinado por seu pai adotivo Zeff e Sanji prefere morrer do que agredí-las, o que se torna um problema quando uma inimiga feminina aparece.
Seu crescimento com Zeff criou muitas características notáveis de sua personalidade. Foi com ele que Sanji se tornou um grande cozinheiro e lutador, aprendendo a não brigar com suas mãos para priorizar seu trabalho culinário. Os dias em que os dois ficaram ilhados juntos levaram Sanji a nunca querer deixar que outra pessoa passe fome ainda que seja um oponente. Ele estima tanto comida que se enfurece quando é desperdiçada e tende a bater em quem não dá o devido valor. Ele é fumante e usou cigarro pela primeira vez para tentar parecer maduro e impressionar seu pai. Sanji é extremamente leal a Zeff, grato por ter sido a figura paterna que seu pai biológico Judge nunca foi.
Um traço de Sanji muito elogiado por outros personagens é sua gentileza. Ele costuma colocar a segurança de outros antes da sua e sempre parte para o resgate de quem está em perigo. Apesar de não gostar de esperar, ele age de forma calculada e muitas vezes se separa de seu grupo para analisar a situação e encontrar uma maneira surpreendente de arruinar os planos dos vilões. Sanji era uma pessoa compassiva desde criança mas sua bondade para com os demais aumentou devido aos maus-tratos familiares que ele passou. Sua infância na família Vinsmoke fez com que sua empatia se fortalecesse já que ele prezava suas emoções enquanto seus irmãos não tem nenhuma. Após superar seus traumas ele não deseja nenhum mal para sua família mas também não quer manter nenhum relacionamento com eles. Outra pessoa com quem Sanji tem uma dinâmica agressiva é Zoro, o espadachim dos Chapéus de Palha. Os dois tem visões diferentes em muitos assuntos e acabam competindo ou brigando em momentos triviais. Apesar disso, eles se respeitam e juntos são considerados as asas que elevam Luffy à posição de Rei dos Piratas.

### Habilidades e poderes

Sanji utilizando o Diable Jambe.

Sendo um cozinheiro, Sanji preza pela segurança de suas mãos e só luta utilizando as pernas e os pés. Mais especificamente ele é praticante do estilo marcial de chutes criado por Zeff, o Estilo Perna Preta (黒足の技, Kuroashi no Waza) onde cada técnica tem o nome de uma comida quase sempre em francês. O uso das mãos é restrito à pegar impulso em paredes ou ficar de ponta-cabeça no chão. Após treinar por dois anos na ilha do povo okama Sanji desenvolveu o Sky Walk, para conseguir chutar o ar e assim basicamente voar, e o Blue Walk que lhe permite correr sobre e embaixo da água. Em certo momento da história, Sanji se torna capaz de aumentar a temperatura ao redor de suas pernas fazendo com que elas se incendeiem e queimem os oponentes. Essa técnica é chamada de Diable Jambe (悪魔風脚, Diaburu Janbu) e por muito tempo permaneceu inexplicada até ser atribuída às modificações genéticas feitas em Sanji quando ele era criança e que só apareceram mais tarde quando adulto.
Sanji é capaz de manifestar sua energia espiritual Haki de duas maneiras. Ele tem mais afinidade com o Haki de Observação (見聞色の覇気, Kenbunshoku no Haki) que o permite sentir presenças, movimentos, emoções e intenções de outros seres vivos e objetos. Já o Haki de Armamento (武装色の覇気, Busōshoku no Haki) se manifesta criando uma camada de energia que endurece o usuário. No caso de Sanji ele o aplica em suas pernas para aumentar a força de seus chutes. Por um certo tempo ele ainda utilizou um Traje Raid com botas de propulsão que o permitiam voar mais facilmente e se movimentar com maior velocidade, além de ter uma capa capaz de projetar um pequeno campo de força defensivo. A habilidade especial de seu traje é deixá-lo invisível. Por tradição Germa, seu codinome com a roupa seria Preto Furtivo mas Sanji se renomeia O-Soba Mask, em referência ao macarrão sobá. Sem que ele soubesse, o traje também tinha a função de lentamente ativar as alterações corporais que Judge programou em seus filhos. Dessa forma Sanji recebe um exoesqueleto que aumenta sua resistência e fator de cura, mas a custo de suas emoções. Ele então destrói o traje antes que o processo se complete, mas agora consegue atingir velocidades rápidas demais para o olho humano acompanhar. Aplicando Haki de Armamento para elevar ainda mais a fricção de suas pernas nesse novo estado, Sanji aumenta mais o calor produzindo chamas azuladas que ele batizou de Ifrit Jambe (魔神風脚, Ifurito Janbu).
Quando criança ele também recebeu treinamento com espadas mas decidiu nunca usá-las para proteger suas mãos. Só houve uma ocasião em que Sanji quebrou essa regra e foi quando ele utilizou facas de cozinha para derrotar Wanze, um oponente que também era um cozinheiro.

## História
A primeira parte de One Piece se passa na metade dos mares da Grand Line chamada Paraíso por serem muito mais tranquilos e com mais influência da marinha. Já a segunda parte ocorre no chamado Novo Mundo onde vivem os piratas mais fortes de todos.

### Paraíso
Sanji é o terceiro filho de um grupo de meninos quadrigêmeos do rei Judge e a rainha Sora do Reino Germa e também possui uma irmã mais velha chamada Reiju. Durante a gravidez de seus filhos, Sora sofreu experimentos e cirurgias nas mãos de seu marido para que os garotos nascessem com modificações genéticas e sem emoções. Ela se drogava constantemente para impedir isso mas somente Sanji nasceu física e mentalmente normal, o que o levou a ser desprezado pelo pai e sofrer bullying dos irmãos. Ele era constantemente reprimido por gostar de cozinhar, exceto por sua mãe que o apoiava. Ela veio a falecer ainda na infância de seus filhos e Sanji, com a ajuda de Reiju, foge de sua família para se tornar um cozinheiro e encontrar o All Blue, um suposto mar lendário onde as águas de todos os mares se encontram. Ele serve de aprendiz de cozinha por dois anos em um cruzeiro que eventualmente foi atacado e saqueado pelo pirata Zeff. Por conta de uma tempestade, Sanji e Zeff terminam encalhados numa ilha por 85 dias em que Zeff deu toda a comida restante para o garoto e arrancou uma de suas pernas para ter o que comer. Após finalmente serem resgatados, eles abrem o navio-restaurante Baratie com o juramento de sempre servir quem estiver passando fome.
Anos mais tarde, Sanji conhece o capitão Monkey D. Luffy que o convida para sua tripulação dos Piratas do Chapéu de Palha. Inicialmente relutante, Sanji acaba compartilhando seu sonho com Luffy após se unirem para expulsar os Piratas Krieg do Baratie. Encorajado por Zeff, ele então parte com seu novo bando para os mares da Grand Line à procura do tesouro One Piece. Eles logo se aliam à princesa Nefertari Vivi do reino de Alabasta que estava à beira de uma guerra civil por conta dos planos de Sir Crocodile, um pirata aliado ao Governo Mundial, um shichibukai. Na ilha de Little Garden, Sanji consegue se infiltrar na rede de comunicações de Crocodile para manter os Chapéus de Palha despercebidos e ainda adquire uma bússola que os guia para Alabasta. A luta entre seu bando e os inimigos eclode, com Sanji derrotando o oficial Mr. 2 e assim ajudando Vivi a libertar seu país. Posteriormente o grupo voa até a ilha do céu Skypiea onde ajuda o povo local a enfrentar o autointitulado deus Enel que estava criando uma grande arca para viajar e conquistar mais territórios. Sanji consegue sabotar os controles da arca e assim frustra os planos de Enel. De volta ao mar, a tripulante Nico Robin se entrega ao Governo Mundial para proteger seus companheiros. Conforme o bando se envolve com a CP9, assassinos do governo, Sanji se separa dos outros para perseguir Robin até o centro judiciário Enies Lobby. Ele não consegue tirá-la do trem que a transportava mas se reúne com sua tripulação para oficialmente declarar guerra ao Governo Mundial. Durante o resgate de Robin, Sanji derrota Jabra da CP9 e depois permanece oculto para fechar os Portões da Justiça que levavam até a prisão.
Rumo ao Arquipélago Sabaody, a última parada da primeira metade do globo, os Chapéus de Palha antes atracam em Thriller Bark onde Sanji defende Nami do vilão Absalom. Chegando em Sabaody, Sanji é perseguido pelo sequestrador Duval mas o vence e o torna um aliado. Antes que o bando pudesse zarpar para a submarina Ilha dos Homens Peixe, eles são interceptados por um almirante da Marinha e separados ao redor do mundo pelo shichibukai Bartholomew Kuma. Sanji cai na ilha Momoiro, reino do povo travesti okama. Sem ter como sair, ele eventualmente descobre que Luffy falhou em impedir que a Marinha executasse seu irmão Ace. Seu capitão então envia uma mensagem via jornal para Sanji e o restante do bando ordenando que permanecessem separados por dois anos para treinarem e ficarem mais fortes. Sanji fica em Momoiro sobre a tutela de Emporio Ivankov, a rainha okama.

### Novo Mundo
Passados dois anos, os Piratas do Chapéu de Palha se reúnem em Sabaody onde Sanji descobre que seu navio foi protegido por Duval durante esse tempo. Na Ilha dos Homens-Peixe, Sanji precisa passar por uma transfusão de sangue após sofrer uma hemorragia quando ele vê a beleza das sereias e depois ajuda Jinbe, um aliado de Luffy, a resolver um conflito racial que ali acontecia. Na ilha seguinte, Punk Hazard, o bando forma uma aliança com Trafalgar Law visando derrubar o imperador do mar Kaidou e se dirigem para Dressrosa onde enfrentariam um subordinado de Kaidou, Donquixote Doflamingo. Em meio à confusão Sanji chega a colidir contra Doflamingo mas a aparição repentina da imperatiz Big Mom obriga Sanji a fugir com metade da tripulação para Zou. Entretanto, os capangas de Big Mom o chantageam para ir até o território dela, Whole Cake, se casar com sua filha Pudding afim de unir o Reino Germa às forças de Big Mom. Sanji se reencontra com seu pai e irmãos e é forçado a aceitar o casamento quando eles ameaçam matar Zeff. Uma equipe de resgate liderada por Luffy chega em Whole Cake mas Sanji se vê obrigado a rejeitar seu capitão e o enfrenta em uma luta onde Luffy se recusa a atacá-lo de volta. Envergonhado, Sanji busca conforto com Pudding mas descobre que ela na verdade pretende matar todos os Vinsmoke durante a cerimônia. Sem saber o que fazer, ele explica toda a situação para Luffy e os dois formam uma união para tentar assassinar Big Mom com Jinbe e o pirata Capone Bege. A tentativa falha e, apesar de todo seu ressentimento, Sanji defende sua família e depois se junta a Pudding para fazer um bolo que acalmasse Big Mom em seu surto de fúria. Sem que ele percebesse, seus atos de bondade fizeram com que Pudding realmente se apaixonasse e quando Sanji deixa Whole Cake, ela o beija mas usa seus poderes para retirar essa memória dele.
Os Chapéus de Palha se juntam na terra de Wano onde Sanji se disfarça de vendedor de macarrão ambulante chamado Sangoro. Enquanto planejam a investida contra Kaidou, Sanji enfurece alguns inimigos e acaba lutando brevemente contra um dos oficiais de alto escalão, Page One. Na noite do ataque à base de Kaidou, Sanji liberta o jovem Momonosuke, herdeiro de Wano, mas depois é capturado por Black Maria e usado para atrair Robin. Ele em seguida se torna alvo de Queen, um guerreiro cientista que queria provar sua superioridade aos Vinsmoke. A batalha entre os dois finalmente ativa as modificações genéticas em Sanji, que derrota Queen e ainda mantém suas emoções ao contrário de seus irmãos.

## Aparições em outras mídias
Como um dos tripulantes introduzidos na primeira saga da história, Sanji sempre esteve presente em outras mídias de entretenimento da franquia, tais como jogos, filmes e OVAs. Ele também é destaque em shows com outras séries ao lado de seu bando. No curta Kyutai Panic Adventure! (球体パニックアドベンチャー!, Kyutai Panikku Adobencha!), Sanji e os Chapéus de Palha enfrentam os Piratas de Arlong enquanto Luffy e o Astro Boy ajudam Goku a lutar contra Freeza. Ele retorna na sequência Kyutai Panic Adventure Returns! (球体パニックアドベンチャーリターンズ!!!, Kyutai Panikku Adobencha Ritanzu!!!) onde Enel ataca a sede da Fuji TV. Quando a seção esférica do prédio cai, Sanji aparece para segurá-la junto de Zoro e Robin. No especial de TV Dream 9 que reune personagens de One Piece, Dragon Ball e Toriko, Sanji é um dos que participa de uma corrida para ganhar uma carne rara. Em meio aos desafios da corrida, ele ainda cozinha junto de Komatsu, um dos protagonistas em Toriko. Ainda com o elenco de Dragon Ball, o crossover em mangá Cross Epoch coloca Sanji e o Mestre Kame como dois policiais pervertidos que vão à festa do chá de Shenlong procurar garotas bonitas. Sanji aparece na série em live action de One Piece produzida pela Netflix, interpretado pelo ator Taz Skylar.
Sanji é um personagem presente nos jogos da franquia quase sempre de forma jogável. Em títulos como One Piece: Pirate Warriors 4 ele possui vários trajes, por exemplo o de O-Soba Mask. Ele é bastante utilizado pela revista Shōnen Jump em seus jogos licenciados, como Jump Force, que foi lançado mundialmente, e nos exclusivamente japoneses Jump Super Stars e sua sequência Jump Ultimate Stars, ambos para Nintendo DS.
Foi lançado em 2012 um livro de receitas chamado One Piece: Pirate Recipes. O livro tem autoria fictícia de Sanji e detalha diversas receitas da série. Os criadores do mangá Shokugeki no Soma começaram em 2018 um spin-off chamado Shokugeki no Sanji para celebrar o 21º aniversário de One Piece. Os capítulos contam pequenas histórias originais de Sanji cozinhando.
Muitas canções atribuídas ao personagem foram feitas com a voz de seu dublador Hiroaki Hirata. Em "The Great Blue ~ Dessert wa Kimi", Sanji canta para uma donzela enquanto prepara um jantar. Na música "GO! GO! CHIBANG!", Sanji fala sobre a prefeitura de Chiba no Japão. Já a canção "A Thousand Dreamers" mostra os Chapéus de Palha cantando enquanto viajam pelo Thousand Sunny após dois anos separados. A tripulação ainda é destaque na música "A-ra-shi: Reborn" da boy band japonesa Arashi. No clipe oficial, a banda e os Chapéus de Palha se aventuram juntos e depois se apresentam em um palco.

## Recepção

### Popularidade
Sanji sempre permaneceu um personagem popular entre o público japonês, aparecendo em terceiro ou quarto lugar ao longo de todas as pesquisas de popularidades feitas no mangá. Na pesquisa aberta para fãs de todo o mundo, ele esteve na quarta colocação do ranking geral. A despedida de Sanji do Baratie foi votada como a quarta "cena de quebrar o coração" durante uma comemoração dos dez anos do mangá. Um escritor da Crunchyroll descreveu a primeira cena de Sanji, onde ele desmascara um cliente que tentou fraudar a comida do Baratie e depois o derrota quando o cliente age agressivamente, como uma das melhores introduções já feitas em anime, elogiando a maneira com que Sanji trata pessoas esnobes. Seu lado engraçado também já foi elogiado. O site GameRant colocou Sanji em primeiro lugar na sua lista de "Melhores Personagens Alívio Cômico em Shonen", citando as diversas piadas em que o personagem participa como as brigas com Zoro e os avanços malsucedidos em mulheres. Por outro lado, o portal Comic Book Resources o marcou como um personagem clichê que perpetua o modelo de problemático de "herói lascivo", ainda chamando esse tipo de personalidade de imatura e irritante.

### Impacto cultural
Sanji é um personagem com muitas características e atributos constantemente referenciados no mundo real. A marca francesa de produtos de luxo S.T. Dupont, em seu 140º aniversário, colaborou com o autor Eiichiro Oda para fabricar o isqueiro dourado de Sanji. Ele tem uma estátua de bronze na cidade de Mashiki, localizada na prefeitura Kumamoto. A estátua é parte de uma iniciativa em homenagem a Eiichiro Oda que doou uma quantidade considerável de dinheiro à sua terra natal após a devastação do terremoto de 2011 e ajudou na economia local graças à movimentação de turistas. Uma outra estátua de Sanji é encontrada na loja oficial da franquia sediada em Nagoya. Ele também aparece anualmente no festival One Piece Premier Show do parque Universal Studios Japan na atração "Sanji's Pirates Restaurant" onde um ator fantasiado interage com os clientes. Suas receitas culinárias já foram recriadas por fãs em redes sociais, como o seu Curry. O apresentador brasileiro Rodrigo Faro foi comparado, através de memes, com a versão em live action de Sanji e consequentemente se vestiu como o personagem durante uma exibição do seu programa Hora do Faro para promover a série.
Sanji esteve presente na peça de teatro kabuki "Super Kabuki II: One Piece" lançada em 2015 e reprisada em 2017. Ele aparece durante o segmento do arco de Sabaody e foi representado pelo ator Hayato Nakamura. Ele e outros personagens da série marcaram presença nas diversas atrações do parque temático Tokyo One Piece Tower até o seu fechamento em 2020 devido à pandemia de COVID-19. Uma versão estudantil de Sanji aparece nos comerciais da campanha "Hungry Days" feita pela Nissin para promover seu macarrão instantâneo. O grupo de entretenimento online Rooster Teeth, em seu show Death Battle, colocou Sanji em uma luta até a morte contra Rock Lee, do mangá Naruto, onde Sanji foi vitorioso.